# NGC 4471

NGC 4471 (другие обозначения — EVCC 742, VCC 1203, PGC 41185) — линзовидная галактика (тип S0) в созвездии Девы. В некоторых источниках рассматривалась как звезда, что связано с её неуверенным отождествлением астрономами XIX века. Открыта Иоганном Шмидтом 29 июня 1861 года.
Этот объект входит в число перечисленных в оригинальной редакции «Нового общего каталога».
Шмидт в 1865 году сообщил об открытии четырёх туманностей недалеко от галактики M49 в Деве, описав их как чрезвычайно тусклые и маленькие объекты и обозначив как n1, n2, n3 и n4. Он наблюдал их в 1861—1862 в Афинской обсерватории на 157-мм рефракторе Плёссля; открытие объекта n2 (позже обозначенного NGC 4471), по мнению В. Стейнике, относится к 29 июня 1861 года. Объекты n1, n3 и n4 соотносятся с NGC 4470, NGC 4492 и NGC 4464, соответственно. Однако объект n2, в отличие от трёх других, не был отождествлён с какой-либо туманностью в наблюдениях Генриха Д’Арре, выполненных в том же 1865 году. В своей статье Д’Арре сообщает, что на указанном месте он наблюдал только две «чрезвычайно тусклые» звезды, и предполагает, что указанные четыре объекта являются «узлами» туманности M49 и обладают оптической переменностью. Вследствие этого, согласно предположению Д’Арре, он не смог наблюдать объект даже в 11-дюймовый рефлектор Копенгагенской обсерватории, более крупный, чем афинский рефрактор. Впоследствии Дрейер внёс объект Шмидта n2 в «Новый общий каталог» под обозначением NGC 4471 и с координатами, на которых находится звезда 14-й величины. Тем не менее в настоящее время в каталоге SIMBAD объект NGC 4471 соотносится с галактикой PGC 41185, находящейся к северо-западу от этой звезды.
Галактика принадлежит к скоплению Девы. Её угловые размеры 0,263′ × 0,200′, она слегка вытянута с юго-востока на северо-запад (позиционный угол 65°). Визуальная звёздная величина 15,92m. Красное смещение 0,00291(1), радиальная скорость 871(3) км/с.

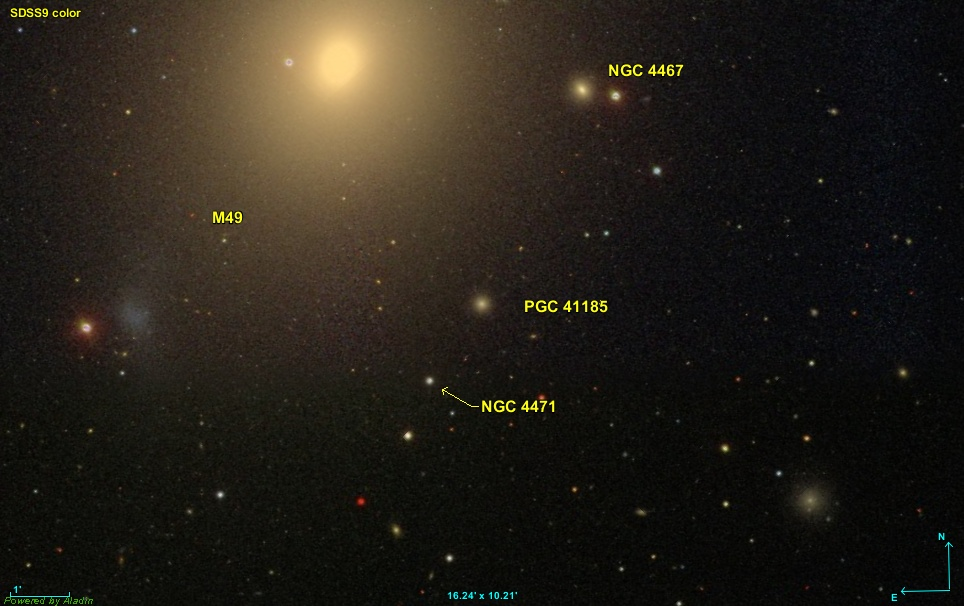
Звезда, предположительно отождествлённая ранними исследователями как NGC 4471 (отмечена стрелкой, координаты ,). Галактика, которую в настоящее время принято считать NGC 4471, отмечена на снимке как PGC 41185